# Melachokkanathapuram
Melachokkanathapuram es una ciudad y nagar Panchayat situada en el distrito de Theni en el estado de Tamil Nadu (India). Su población es de 15625 habitantes (2011). Se encuentra a 18 km de Theni.

## Demografía
Según el censo de 2011 la población de Melachokkanathapuram era de 15625 habitantes, de los cuales 7878 eran hombres y 7747 eran mujeres. Melachokkanathapuram tiene una tasa media de alfabetización del 75,40%, superior a la media estatal del 80,09%: la alfabetización masculina es del 83,90%, y la alfabetización femenina del 66,79%.